# Nelson Mandela Championship
Het Nelson Mandela Championship is een golfkampioenschap van de Europese PGA Tour en de Sunshine Tour. Het wordt op wisselende banen in Zuid-Afrika gespeeld. Hoofdsponsor is het Nelson Mandela Children's Fund.
De eerste editie was in 2012 maar telde voor het seizoen van 2013 van de Europese Tour. Het regende de eerste dagen zo hard dat het toernooi werd ingekort tot twee rondes en de baan werd ingekort tot een par van 65.

## Edities
| Jaar                                                | Seizoen                                             | Seizoen                                             | Baan                                                | Stad                                                | Winnaar                                             | Score                                               |                                                     |
| Jaar                                                | Sunshine                                            | Europese                                            | Baan                                                | Stad                                                | Winnaar                                             | Score                                               |                                                     |
| Nelson Mandela Championship presented by ISPS Handa | Nelson Mandela Championship presented by ISPS Handa | Nelson Mandela Championship presented by ISPS Handa | Nelson Mandela Championship presented by ISPS Handa | Nelson Mandela Championship presented by ISPS Handa | Nelson Mandela Championship presented by ISPS Handa | Nelson Mandela Championship presented by ISPS Handa | Nelson Mandela Championship presented by ISPS Handa |
| --------------------------------------------------- | --------------------------------------------------- | --------------------------------------------------- | --------------------------------------------------- | --------------------------------------------------- | --------------------------------------------------- | --------------------------------------------------- | --------------------------------------------------- |
| 2012                                                | 2012                                                | 2013                                                | Royal Durban Golf Club                              | Durban                                              | Scott Jamieson                                      | 123 (-7)1                                           |                                                     |
| 2013                                                | 2013                                                | 2014                                                | Mount Edgecombe Country Club                        | Durban                                              | Dawie van der Waltpo                                | 195 (-15)2                                          |                                                     |

1 In 2012, regende de eerste dagen zo hard, dat het toernooi ingekort werd tot 36 holes.

2 In 2013, zorgde de regen ervoor dat het toernooi ingekort werd tot 54 holes.

### Play-offs
- In 2012 won Scott Jamieson de play-off van Eduardo de la Riva en Steve Webster.